# Кристофър Мидълтън
Кристофър Мидълтън (на английски: Christopher Middleton) е английски морски офицер, пътешественик-изследовател, член на Кралското научно дружество от 1737 г.

## Биография
Роден е около 1700 година близо до Билингам, графство Дърам, Англия. През 1721 се присъединява към „Компанията Хъдсън Бей“.
През март 1741 г. е назначен за ръководител на британска правителствена експедиция с два кораба (вторият кораб се командва от Уилям Мур), целта на която е намирането на Северозападния проход. През май същата година към флотилията се присъединява още един кораб и всички те достигат до Хъдсъновия залив, в устието на река Чърчил, където успешно зимуват.
През лятото на 1742 г. флотилията плава покрай западния бряг на Хъдсъновия залив, на север от устието на Чърчил. Открива протока Не-Алтра (между континента на северозапад и югозападната част на остров Саутхамптън на югоизток) и продължението му на север – протока Рос-Уелкъм. На 65°34′ с. ш. 89°03′ з. д. / 65.566667° с. ш. 89.05° з. д., на запад от протока, открива залива Уейджър (дължина 150 км). На север от протока Рос-Уелкъм открива залива Репалс (66°30′ с. ш. 86°00′ з. д. / 66.5° с. ш. 86° з. д.), а на югоизток от последния вторично открива протока Фрозен Стрийт, разделящ п-ов Мелвил на север от остров Саутхамптън на юг.